# Теорема Стеклова
Теорема Стеклова — одна из фундаментальных теорем математической физики и теории рядов Фурье. Одно из важнейших применений теоремы Стеклова в теории дифференциальных уравнений в частных производных состоит в том, что она дает строгое математическое обоснование метода Фурье (разделения переменных) для решения смешанных краевых задач для уравнений гиперболического типа (например, уравнения колебаний струны).
Доказана в начале XX века русским математиком В. А. Стекловым.
| Любая функция {\displaystyle f\in C^{2}[a,b]}, удовлетворяющая условиям {\displaystyle f(a)=f(b)=0}, разлагается в регулярно сходящийся ряд Фурье по ортогональной системе собственных функций {\displaystyle \{y_{n}(x)\}} задачи Штурма—Лиувилля, то есть {\displaystyle f(x)=\sum _{n=1}^{\infty }c_{n}y_{n}(x),\quad c_{n}={\frac {(f,y_{n})}{(y_{n},y_{n})}},} где скалярное произведение {\displaystyle (\cdot ,\cdot )} и ортогональность системы функций понимаются в смысле гильбертова пространства {\displaystyle L^{2}[a,b].} |